# Corujou
Corujou (llamada oficialmente San Salvador de Coruxou) es una parroquia del municipio de Irijoa, en la provincia de La Coruña, Galicia, España.

## Entidades de población
Entidades de población que forman parte de la parroquia:
- Eirija (A Eirixa)
- Fuente Pequeña (A Fonte Pequena)
- Gándara de la Iglesia (A Gándara da Igrexa)
- Gándara do Campo (A Gándara do Campo)
- Lamela (A Lamela de Abaixo)
- Oleira (A Oleira de Abaixo)
- Queira (A Queira)
- Congostras (As Congostras)
- Cepegal (O Cepegal)
- Penedo (O Penedo)
- Pumar (O Pumar)
- A Casanova
- O Castiñeiriño
- A Lamela de Arriba
- A Oleira de Arriba

## Despoblado
- Ciao (O Ciao)

## Demografía
| Gráfica de evolución demográfica de Corujou entre 2000 y 2018 |
|                                                               |
| Población de derecho según el padrón municipal del INE        |